# Strackgasse 14 (Bad Camberg)

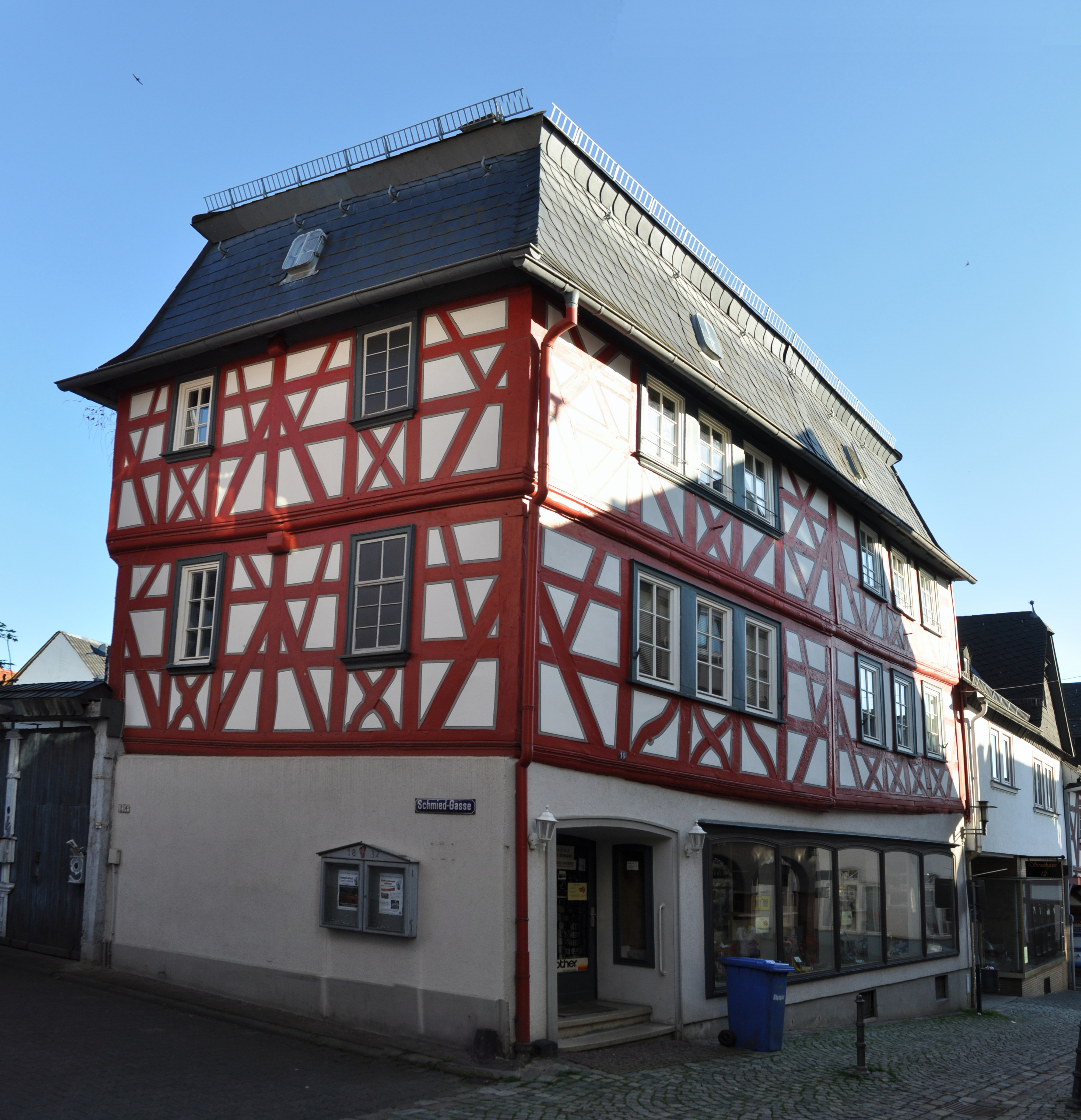
Gebäude Strackgasse 14 in Bad Camberg

Das Gebäude Strackgasse 14 in der Altstadt von Bad Camberg, einer Kleinstadt im Süden des mittelhessischen Landkreises Limburg-Weilburg, wurde Mitte des 18. Jahrhunderts errichtet. Das Wohn- und Geschäftshaus an der Ecke zur Schmiedgasse ist ein geschütztes Kulturdenkmal.
Das Fachwerkhaus mit einem großen Mansardwalmdach ist im Äußeren einheitlich, wurde aber aus zwei selbständigen Hälften errichtet. Am Fachwerk finden sich Aufmalungen, die das Konstruktionsbild abwandeln. In diesem sind die dreiteiligen Fensterbänder bestimmend mit ihren begleitenden Brüstungsfiguren.
Das Gebäude ist dem Nachbarhaus Nr. 16 auffallend ähnlich.